# Dactylorhiza stagni-novi
Dactylorhiza stagni-novi är en orkidéart som beskrevs av Daniel Tyteca och Jean-Louis Gathoye. Dactylorhiza stagni-novi ingår i Handnyckelsläktet som ingår i familjen orkidéer. Inga underarter finns listade i Catalogue of Life.